# Isotopenola
Genre
Isotopenola est un genre de collemboles de la famille des Isotomidae.

## Liste des espèces
Selon Checklist of the Collembola of the World (version du 5 septembre 2019) :
- Isotopenola australis (Womersley, 1934)
- Isotopenola delicata Potapov, Babenko, Fjellberg & Greenslade, 2009
- Isotopenola loftyensis (Womersley, 1934)
- Isotopenola nilgiris (Denis, 1947)
- Isotopenola perterrens Greenslade & Potapov, 2012

## Publication originale
- Potapov, Babenko, Fjellberg & Greenslade, 2009  : Taxonomy of the Proisotoma complex. II. A revision of the genus Subisotoma and a description of Isotopenola gen. nov. (Collembola: Isotomidae). Zootaxa, no 2314, p. 1-40.